# Región Huetar Norte
La Región Huetar Norte es una región socioeconómica del norte de Costa Rica. Abarca esencialmente las llanuras de Guatuso, San Carlos y Sarapiquí, fronterizas con Nicaragua, así como las estribaciones de la vertiente oriental de la Cordillera Volcánica de Guanacaste y la norte de la Cordillera Vólcanica Central.
Limita con Nicaragua al norte, con la Región Central al sur, al oeste con la Región Chorotega, y al este con la Región Huetar Atlántica.
La Región Huetar Norte está formada por los cantones de San Carlos, Los Chiles, Guatuso, Río Cuarto y el distrito San Isidro de Peñas Blancas del cantón de San Ramón; todos los anteriores pertenecientes a la provincia de Alajuela. De la provincia de Heredia incluye los distritos de Puerto Viejo, La Virgen,Cureña y Llanuras del Gaspar del cantón de Sarapiquí.
Algunas instituciones estatales (como el Ministerio de Agricultura y Ganadería) incluyen en esta Región al cantón de Upala y al distrito de Horquetas de Sarapiquí por un aspecto geográfico, a pesar de que oficialmente están integrados a la Región Chorotega y a la Región Huetar Atlántica respectivamente, por razones de vías de comunicación. según decreto ejecutivo N.º 16068 de 1985.

## Aspectos físicos
Son tierras de escaso relieve en general, con clima tropical húmedo en las tierras bajas con gran influencia de los vientos alisios procedentes del Mar Caribe. Presenta altas precipitaciones a lo largo de todo el año. 
Las ciudades principales son Ciudad Quesada (la más grande y desarrollada de la Región), Los Chiles, San Rafael de Guatuso y Puerto Viejo de Sarapiquí.

## Aspectos Sociales
Presenta reservas indígenas guatusos bajo jurisdicción del Estado. 
Presenta una fuerte migración de nicaragüenses, nacionalidad que ha definido en buena medida la demografía de esta región del país.

## Economía
- Sector Primario: Se destaca en la agricultura en el cultivo de productos de importancia como lo son el arroz, maíz, banano, palma aceitera, caña de azúcar y frutas cítricas. También se practican actividades ganaderas en forma extensiva.
- Sector Secundario: La industria está relacionada con la agricultura por lo que presenta Agroindustria en el procesamiento de frijoles, naranjas, piña, arroz y la exploración forestal.
- Sector Terciario: Presenta Turismo atraído por las montañas, lagos y volcanes. El turismo es destacable en la zona de Guatuso, donde se encuentran el parque nacional Volcán Tenorio y el Río Celeste. El parque nacional Volcán Arenal en La Fortuna de San Carlos es un destino turístico de primer nivel. El Refugio nacional de vida silvestre Caño Negro se encuentra cercano a la frontera con Nicaragua.

Según datos del Instituto Nacional de Estadísticas y Censos, el ingreso promedio por hogar fue de 748.026 colones mensuales en 2017 (aproximadamente US$1.312 mensuales). Mostró un incremento de 4,5% respecto al año 2016.

## Problemáticas
- Desempleo (la tasa alcanzaba el 5,9% en el 2005).(69)
- Desequilibrio ambiental
- Orero y Deforestación.

- Infraestructura subdesarrollada
- Marginamiento social, sobre todo a la población indígena
- Salud pública deficiente
- Esta en zona amarilla